# Napuka
Napuka – atol należący do grupy Îles du Désappointement, znajduje się na północnym wschodzie archipelagu Tuamotu, w Polinezji Francuskiej. Powierzchnia wyspy wynosi 8 km², a laguny 10 km². Główną miejscowością atolu jest Tepukamaruia.

## Historia
Napuka została odkryta przez Europejczyków w 1764 roku, przez brytyjskiego odkrywcę Johna Byrona.

## Demografia
Liczba ludności zamieszkującej gminę Napuka:
| 1977 | 1983 | 1988 | 1996 | 2002 | 2007 | 2017 |
| ---- | ---- | ---- | ---- | ---- | ---- | ---- |
| 291  | 264  | 279  | 319  | 272  | 299  | 234  |